# Uloborus oculatus
Uloborus oculatus är en spindelart som beskrevs av Kulczynski 1908. Uloborus oculatus ingår i släktet Uloborus och familjen krusnätsspindlar.
Artens utbredningsområde är Singapore. Inga underarter finns listade i Catalogue of Life.